# アリエンツォ
アリエンツォ（伊: Arienzo）は、イタリア共和国カンパニア州カゼルタ県にある、人口約5,400人の基礎自治体（コムーネ）。

## 地理

### 位置・広がり

#### 隣接コムーネ
隣接するコムーネは以下の通り。括弧内のBNはベネヴェント県、NAはナポリ県所属を示す。
- フォルキア (BN)
- モイアーノ (BN)
- ロッカライーノラ (NA)
- サン・フェリーチェ・ア・カンチェッロ
- サンターガタ・デ・ゴーティ (BN)
- サンタ・マリーア・ア・ヴィーコ

### 気候分類・地震分類
アリエンツォにおけるイタリアの気候分類 (it) および度日は、zona C, 1303 GGである。
また、イタリアの地震リスク階級 (it) では、zona 2 (sismicità media) に分類される。

## 行政

### 分離集落
アリエンツォには、以下の分離集落（フラツィオーネ）がある。
- Costa, Crisci, Capodiconca, Signorindico